# Demidevil
Demidevil es el primer mixtape de la cantante, compositora y rapera estadounidense Ashnikko, fue lanzado el 15 de enero de 2021 a través de Parlophone y Warner Records. El mixtape fue apoyado por los sencillos; "Cry" con Grimes, "Daisy", "Deal with It" con Kelis y "Slumber Party" con Princess Nokia.

## Antecedentes
Tras el lanzamiento de su EP de 2019, Hi It's Me, Ashnikko volvería con el sencillo "Tantrum" el 6 de marzo de 2020. Originalmente pensada como el sencillo principal del mixtape, la canción luego sería degradada a un sencillo independiente. El personaje de "DemiDevil" fue retratado por primera vez en el video musical de "Tantrum" junto a la propia Ashnikko y otro personaje titulado "Little Blue". Este último se revelaría más tarde como el título de una canción en el mixtape. La pista del álbum "Clitoris! The Musical" apareció por primera vez en el video "ASH WEDNESDAY 2020". Ashnikko se burló por primera vez del mixtape en una serie de videos en los que gradualmente se está convirtiendo en su alter ego "demidevil". El último de los tres videos reveló la portada, la lista de canciones y la fecha de lanzamiento del mixtape. Ashnikko anunció oficialmente el mixtape el 28 de agosto de 2020, a través de sus plataformas de redes sociales.
Demidevil se encontró con varios retrasos antes de su lanzamiento. En agosto de ese año se anunció una fecha inicial para el 9 de octubre de 2020. La mixtape luego sufrió su primer retraso en septiembre debido a "retrasos en el envío" y otras razones desconocidas. El mixtape estaba destinado a un lanzamiento el 13 de noviembre. Se anunció una segunda demora en octubre de 2020, y el mixtape tenía un lanzamiento programado para el 19 de febrero de 2021. A principios de 2021, el equipo de mercadería de Warner Music Group envió accidentalmente pedidos que incluían copias físicas del mixtape antes de su lanzamiento el 19 de febrero. Tras este error, Ashnikko revelaría una nueva fecha para el mixtape, el 15 de enero de 2021.

## Composición
Demidevil es un álbum de pop y pop-trap que toma influencia del R&B, hip hop, pop punk, electropop, nu metal e hyperpop.

## Sencillos
El sencillo principal de Demidevil, "Cry", fue lanzado el 17 de junio de 2020 y cuenta con la participación de la cantante canadiense Grimes. Se estrenó un video musical animado junto con el lanzamiento de la pista. Este video luego sería nominado en los UK Music Video Awards en la categoría de "Mejor Video Pop - Reino Unido".
La pista de apertura, "Daisy", se lanzó como segundo sencillo del mixtape el 9 de julio de 2020. El 7 de agosto de 2020 se lanzó un video musical en colaboración con Beats Electronics y TikTok. Comercialmente, "Daisy" alcanzó el puesto 24 en el UK Singles Chart, convirtiéndose en su primer éxito en las listas de éxitos y en el top 40 en el Reino Unido. La canción también alcanzó el puesto #3 en la lista Billboard Bubbling Under Hot 100, convirtiéndose en su segunda entrada en la lista después de "Stupid".
Después de ser objeto de burlas un día antes de su lanzamiento, "Deal with It" con la cantante estadounidense Kelis fue lanzado como el tercer sencillo del mixtape el 12 de enero de 2021. Se estrenó en BBC Radio 1 y su video musical se lanzó junto con el lanzamiento generalizado de la canción. Con menos de 3 días de seguimiento, el sencillo se ubicó en el puesto 84 en la lista de sencillos del Reino Unido, convirtiéndose en su segunda pista en las listas del Reino Unido.
"Slumber Party" con la rapera estadounidense Princess Nokia fue lanzado como el cuarto sencillo el 23 de abril de 2021, luego de lograr un éxito viral en TikTok. La canción se interpretaría en el programa Late Night with Seth Meyers el 30 de abril de 2021. Se lanzó un video musical el 13 de mayo de 2021.

## Lista de canciones
| Demidevil track listing |                                      |                |          |  |
| N.º                     | Título                               | Producer(s)    | Duración |  |
| 1.                      | «Daisy»                              | Slinger        | 2:26     |  |
| 2.                      | «Toxic»                              | Slinger        | 2:42     |  |
| 3.                      | «Deal with It» (con Kelis)           | Slinger        | 3:11     |  |
| 4.                      | «Slumber Party» (con Princess Nokia) | CallMeTheKidd  | 2:58     |  |
| 5.                      | «Drunk with My Friends»              | Oscar Scheller | 2:08     |  |
| 6.                      | «Little Boy»                         | Scheller       | 2:52     |  |
| 7.                      | «Cry» (con Grimes)                   | Ebenezer       | 2:06     |  |
| 8.                      | «L8r Boi»                            | Slinger        | 2:23     |  |
| 9.                      | «Good While It Lasted»               | J Mills        | 3:02     |  |
| 10.                     | «Clitoris! The Musical»              | Scheller       | 1:36     |  |

## Posicionamiento en lista
| Lista (2021)                            | Posiciones |
| --------------------------------------- | ---------- |
| Australia (ARIA)                        | 46         |
| Canadá (Billboard Canadian Albums)      | 89         |
| Irish Albums (IRMA)                     | 69         |
| Lithuanian Albums (AGATA)               | 22         |
| Escocia (Scottish Albums Chart)         | 9          |
| Reino Unido (UK Albums Chart)           | 19         |
| Estados Unidos (Billboard 200)          | 107        |
| Estados Unidos (Top Heatseekers Albums) | 1          |